# Mistrovství světa v atletice do 17 let 2001
2. mistrovství světa v atletice do 17 let se uskutečnilo ve dnech 12. července – 15. července 2001 v maďarském městě Debrecín.

## Výsledky

### Muži
| Soutěž                   | Zlato                                                   | Výsledek  | Stříbro                                                   | Výsledek  | Bronz                                                                 | Výsledek  |
| 100 m                    | Darrel Brown                                            | 10,31     | Willie Hordge                                             | 10,41     | Jonathan Wade                                                         | 10,53     |
| 200 m                    | Jonathan Wade                                           | 20,95     | Michael Grant                                             | 21,30     | Dion Rodriguez                                                        | 21,36     |
| 400 m                    | Karol Grzegorczyk                                       | 46,90     | Piotr Kędzia                                              | 47,12     | Jermaine Gonzales                                                     | 47,51     |
| 800 m                    | Salem Amer Al-Badri                                     | 1:50,15   | Cosmas Rono                                               | 1:50,35   | Liao Fu-Pin                                                           | 1:51,35   |
| 1500 m                   | Isaac Songok                                            | 3:36,78   | Samuel Dadi                                               | 3:39,78   | Abdulrahman Sulaiman                                                  | 3:42,03   |
| 3000 m                   | Markos Geneti                                           | 7:55,82   | David Kilel                                               | 7:56,95   | James Kwalia                                                          | 7:57,71   |
| 2000 m překážek          | David Kirwa                                             | 5:33,40   | Brimin Kipruto                                            | 5:36,81   | Abrham Kebeto                                                         | 5:37,76   |
| 110 m překážek (91,4 cm) | Nassim Meziane Ibrahimi                                 | 13,27     | Marthinus van der Vyver                                   | 13,35     | Eddy de Lépine                                                        | 13,39     |
| 400 m překážek (84,0 cm) | Amin Mohammed Al-Ozon                                   | 50,25     | Jonathan Walker                                           | 51,32     | Kendži Narisako                                                       | 52,09     |
| Chůze na 10 000 m        | Vladimir Kanajkin                                       | 42:55,75  | Michail Seredovič                                         | 43:44,32  | Francisco Flores                                                      | 43:53,13  |
| Švédská štafeta          | Tomasz Kaska Piotr Zrada Piotr Kędzia Karol Grzegorczyk | 1:50,46   | Jonathan Wade Michael Grant Willie Hordge Jonathan Walker | 1:50,90   | Samuel Brits Marthinus van der Vyver Leigh Julius Louis Jacob van Zyl | 1:51,35   |
| Skok do výšky            | Alexej Dmitrik                                          | 2,23      | James Watson                                              | 2,21      | Aleksandr Plisko                                                      | 2,19      |
| Skok o tyči              | Arťom Kupcov                                            | 5,15      | Vincent Favretto                                          | 5,15      | Go Kišita                                                             | 5,00      |
| Skok daleký              | Thiago Dias                                             | 7,72      | Ibrahim Abdullah Al-Walid                                 | 7,62      | Andrew Howe Besozzi                                                   | 7,61      |
| Trojskok                 | Jonathan Moore                                          | 16,36     | David Giralt                                              | 16,33     | Osniel Tosca                                                          | 15,67     |
| Vrh koulí (5 kg)         | Georgij Ivanov                                          | 19,73     | Yasser Ibrahim Farag                                      | 19,58     | Lee Min-Won                                                           | 19,57     |
| Hod diskem (1,5 kg)      | Khalid Habash Al-Suwaidi                                | 62,67     | Robert Harting                                            | 62,04     | Omar Ahmed El Ghazali                                                 | 61,06     |
| Hod kladivem (5 kg)      | József Horváth                                          | 80,11     | Werner Smit                                               | 79,48     | Kirill Ikonnikov                                                      | 77,75     |
| Hod oštěpem (700 g)      | Teemu Wirkkala                                          | 76,18     | Hamed Al-Khalifa                                          | 73,56     | Tero Järvenpää                                                        | 68,85     |
| Osmiboj                  | Rene Oruman                                             | 6219 bodů | Essa Mufarrah                                             | 6024 bodů | Jason Dudley                                                          | 5997 bodů |

### Ženy
| Soutěž                   | Zlato                                                                 | Výsledek  | Stříbro               | Výsledek  | Bronz                  | Výsledek  |
| 100 m                    | Allyson Felixová                                                      | 11,57     | Kerron Stewartová     | 11,72     | Zuzana Kosová          | 11,83     |
| 200 m                    | Angel Perkins                                                         | 23,07     | Amy Spencer           | 23,45     | Zuzana Kosová          | 23,98     |
| 400 m                    | Stephanie Smithová                                                    | 52,19     | Jerrika Chappleová    | 52,80     | Anneisha McLaughlinová | 53,35     |
| 800 m                    | Cherotich Rutoová                                                     | 2:05,50   | Veronika Plesarová    | 2:06,01   | Carlene Robinsonová    | 2:06,18   |
| 1500 m                   | Georgie Clarkeová                                                     | 4:14,08   | Florence Kyaloová     | 4:15,71   | Sentayehu Ejiguová     | 4:17,51   |
| 3000 m                   | Sally Chepyegoová                                                     | 9:09,95   | Mestewat Tufaová      | 9:11,60   | Fridah Domongoleová    | 9:12,70   |
| 100 m překážek (76,2 cm) | Kathrin Geisslerová                                                   | 13,49     | Ashley Lodreeová      | 13,75     | Carla Ficková          | 13,75     |
| 400 m překážek           | Camile Robinsonová                                                    | 58,72     | Kimberly Crowová      | 59,28     | Olga Nikolajevová      | 59,41     |
| Chůze na 5 000 m         | Jiang Kun                                                             | 22:49,21  | Xenija Iščejkinová    | 22:58,43  | Sněżana Jurčenková     | 23:28,51  |
| Štafeta švédská          | Ashley Lodreeová Allyson Felixová Angel Perkinsová Stephanie Smithová | 2:03,83   | Jamajka               | 2:07,45   | Rumunsko               | 2:09,70   |
| Skok do výšky            | Aileen Wilsonová                                                      | 1,87      | Petrina Priceová      | 1,81      | Levern Spencerová      | 1,81      |
| Skok o tyči              | Silke Spiegelburgová                                                  | 4,00      | Alexandra Kirjašovová | 4,00      | Anna Olková            | 3,95      |
| Skok daleký              | Shermin Oksuzová                                                      | 6,41      | Elena Anghelescuová   | 6,32      | Angela Diesová         | 6,03      |
| Trojskok                 | Alina Popescuová                                                      | 13,76     | Světlana Bolšakovová  | 13,32     | Michelle Sanfordová    | 13,22     |
| Vrh koulí                | Valerie Adamsová                                                      | 16,87     | Michelle Carterová    | 15,23     | Julija Leancjuková     | 15,08     |
| Hod diskem               | Ma Xuejun                                                             | 54,93     | Darja Piščalnikovová  | 49,37     | Amarachi Ukabamová     | 46,13     |
| Hod kladivem             | Andrea Kériová                                                        | 59,86     | Berta Castellsová     | 59,65     | Marija Smalačkovová    | 59,16     |
| Hod oštěpem              | Kimberley Mickleová                                                   | 51,83     | Justine Robbesonová   | 51,54     | Andrea Květová         | 51,49     |
| Sedmiboj                 | Annett Wichmannová                                                    | 5470 bodů | Christine Schulzová   | 5346 bodů | Amandine Constantinová | 5296 bodů |